# Canaba
Canaba ou canaba legionária (em latim: canabae legionis) designa uma aldeia civil (vico) contígua a castros romanos. Originalmente, canaba designava as bancas de merceeiros e comerciantes de vinho, originando-se depois a função de canaba legionária, que no passar do tempo foi abreviada para canaba.[carece de fontes?] O termo foi usado pela primeira vez durante o reinado do imperador Augusto (r. 27 a.C.–14 d.C.) para designar aldeias contíguas a acampamentos de legionários na Germânia.
As terras nas imediações de uma fortificação eram consideradas como intra leugam; isto é, localizadas em um raio de uma leuga gaulesa (2,2 km). Nas canabas moravam principalmente comerciantes, vendedores e artesãos, e as famílias dos soldados. Eram denominados consistentes ad legionem ou cives Romani consistentes ad legionem (cidadãos romanos na legião), ou simplesmente como canabenses (pessoas da canaba). Dentre os exemplos existentes de canabas pode citar-se Lauríaco, Vindobona, Carnunto ou Vetera.